# Hedyotis srilankensis
Hedyotis srilankensis är en måreväxtart som beskrevs av Debendra Bijoy Deb och Rasa Moy Dutta. Hedyotis srilankensis ingår i släktet Hedyotis och familjen måreväxter. Inga underarter finns listade i Catalogue of Life.